# Sonic Labyrinth
Sonic Labyrinth (яп. ソニックラビリンス, Сонікку Рабірінсу, укр. Сонік: Лабіринт) — відеогра серії Sonic the Hedgehog у жанрі головоломки, розроблена компанією Minato Giken та видана Sega для портативної приставки Game Gear восени 1995 року. У 2012 році Sonic Labyrinth була випущена на Nintendo 3DS через сервіс Nintendo eShop.
За сюжетом гри доктор Роботнік вкрав Смарагди Хаосу і підмінив черевики Соніка, через що їжак втратив свою високу швидкість і наважується повернути Смарагди Хаосу та черевики. Sonic Labyrinth виконана в ізометричній графіці, а проходячи рівні гравцю необхідно знищувати ворогів та збирати ключі для завершення ігрових зон.
Sonic Labyrinth була переважно негативно сприйнята ігровою пресою. Багатьом критикам не сподобалася низька швидкість гри, погана графіка та незручне управління, водночас деякі оглядачі з переваг виділяли свіжу ідею та цікавий ігровий процес.

## Ігровий процес

Рівень «Labyrinth of the Sky» .Для проходження рівнів необхідно збирати ключі, які також є захистом для персонажа

Sonic Labyrinth є гра-головоломка, виконана в ізометричній графіці. За сюжетом гри лиходій доктор Роботнік вкрав Смарагди Хаосу і підмінив черевики Соніка на іншу пару, через які їжак втратив можливість швидко бігати та стрибати. Головний герой має намір повернути Смарагди Хаосу зі своїми черевиками та перемогти вченого.
У грі представлений режим «Normal Game», у якому гравцеві доведеться пройти чотири лабіринти («Labyrinth of the Sky», «Labyrinth of the Sea», «Labyrinth of the Factory» та «Labyrinth of the Castle»). Перші два поділяються на три зони, а решта — на чотири. На деяких рівнях можуть бути прірви, при падінні в які втрачається життя. Сонік у грі не може стрибати, проте має здатність spin dash, що дозволяє розганятися, згортаючись у клубок, а також служить для знищення ворогів. На рівнях розкидані ключі, яких всього є три. Після того, як гравець зібрав усі ключі, він повинен увійти у двері на рівні з написом «Goal», щоб завершити проходження локації. Якщо персонаж зазнає атаки ворога, то втрачає ключі, а якщо у нього їх не було, то втрачається життя або час. На рівнях можуть бути значки, які світяться, при збиранні яких можна отримати невразливість, додаткове життя та інше. На проходження зони дається обмежений час, який можна збільшити збиранням ключів. На останній зоні рівня чекає битва з босом. Перед битвою зі лиходієм персонаж котиться по похилій поверхні, де потрібно збирати кільця, ухиляючись від перешкод. При зборі 100 кілець гравець отримує додаткове життя. Після перемоги над босом Сонік отримує Ізумруд Хаосу.
У грі присутній бонусний рівень — «Bonus Stage», на якому гравцеві потрібно знайти Смарагд Хаосу, наявність якого відкриває хорошу кінцівку. Для того, щоб потрапити в цей рівень, потрібно знайти в другій зоні рівня «Labyrinth of the Sea» кнопку, яка відкриває двері з написом «Bonus». На цьому рівні необхідно за 30 секунд встигнути забрати Смарагд Хаосу. Як і під час битв з босами, в «Bonus Stage» також є кільця. За кожні чотири кільця гравець отримує додаткове життя. Якщо персонаж впав у прірву або скінчився час, то повертається у «Labyrinth of the Sea». Якщо гравець бачить після завершення гри погану кінцівку, помітить натяк на те, де можна знайти бонусний рівень.
Крім «Normal Game», у грі є режим «Time Attack», в якому гравцеві потрібно завершити рівень, показавши кращий результат часу. У режимі «Config» гравець може вибрати кількість життів, прослухати музику та змінити керування.

## Розробка та вихід гри
У розробці гри Sonic Labyrinth брала участь японська компанія Minato Giken, яка раніше ніяк не була пов'язана зі серією Sonic the Hedgehog. Керівниками проєкту виступили дизайнери Нобору Матіда та Хідекі Катагірі. Для надання ефекту тривимірності гра була повністю виконана в ізометричній графіці. Геймплей був також значно змінено: замість швидкісного платформера команда вирішила створити Sonic Labyrinth у жанрі головоломки, в якій головний герой шукатиме ключі. Рівні були створені під впливом пінболу, наприклад, присутні фліппери та котушки.
Sonic Labyrinth вийшла для портативної приставки Game Gear восени 1995 року. Видавцем виступила Sega. Крім оригінальної версії, існує безліч портів і перевидань для консолей різних поколінь. Головоломка з'явилася на Microsoft Windows і Nintendo GameCube як мінігра в Sonic Adventure DX: Director's Cut, і доступна у збірці Sonic Mega Collection Plus. 10 травня 2012 року в Європі та Австралії й 16 травня того ж року в Японії, гра стала доступною для приставки Nintendo 3DS, через сервіс цифрової дистрибуції Nintendo eShop. Пізніше, 27 червня 2013 року Sonic Labyrinth стала доступною на 3DS у Північній Америці. Гра не використовує стереоскопічне 3D, головну особливість систему.

## Оцінка від критиків
| Агрегатор    | Оцінка  |
| ------------ | ------- |
| GameRankings | 43,33 % |

| Видання                    | Оцінка |
| -------------------------- | ------ |
| AllGame                    | [ 18 ] |
| Electronic Gaming Monthly  | 4,8/10 |
| GamePro                    | [ 6 ]  |
| Official Nintendo Magazine | 40 %   |

Sonic Labyrinth отримала змішані відгуки від критиків, переважно негативні. На GameRankings гра отримала середню оцінку в 43,33 %, а на MobyGames — 68 балів зі 100 можливих. Рецензенти критикували Sonic Labyrinth здебільшого через низьку швидкість і складне управління. У січні 2008 року сайт ScrewAttack поставив гру на друге місце серед найгірших у своєму списку «Кращих та найгірших ігор Sonic the Hedgehog».
Оглядач журналу Electronic Gaming Monthly поставив Sonic Labyrinth оцінку в 4,8 бала з 10, розкритикувавши повторюваний і нудний ігровий процес, а також прокоментував, вказуючи на низьку швидкість: «Чому просто не слідувати тій же формулі, що і Sonic the Hedgehog Spinball, а не показувати, що Сонік хоч якось може пересуватися на ногах?». Критик з Mega Fun зауважив, що незважаючи на інноваційний стиль, гра вийшла складною та неконтрольованою, оцінивши в 59 балів зі 100. В огляді версії Sonic Labyrinth для Nintendo 3DS, рецензент із журналу Official Nintendo Magazine висловив схожу думку, назвавши її «однією з найгірших ігор про Соніка» та оцінив у 40 %. Наприкінці огляду він схарактеризував гру як «дуже веселу з розчаруванням». Неоднозначний відгук про проєкт залишив оглядач сайту Power Sonic, який оцінив його у 6 балів з 10. Критику сподобалися проста, барвиста графіка, весела музика та головоломки, але з іншого боку він відзначив погану реалізацію ігрового процесу та незручне управління, помітивши, що Sonic Labyrinth буде здаватися веселим тільки спочатку.
Проте деякі оглядачі оцінили Sonic Labyrinth позитивно. У журналі GamePro оригінал був оцінений у 4,5 зірки з 5. Критик позитивно оцінив управління, графіку та звук, а також похвалив головоломку за фактор веселощів, сказавши, що гра є гарним доповненням до портативної колекції про Соніка. З цим погодився і критик журналу Joypad, поставивши грі оцінку 85 %. Наприкінці огляду він порадив Sonic Labyrinth дітям, яким подобається Сонік. На сайті AllGame гра оцінена у три з половиною зірки із п'яти.